# Z-Wave

Z-Wave Logo (Technologie-Logo)

Z-Wave ist ein drahtloser Kommunikationsstandard, der vom Unternehmen Sigma Designs und der Z-Wave Alliance für die Heimautomation entwickelt wurde. Die Funkkommunikation ist auf geringen Energieverbrauch und hohe Kommunikationssicherheit optimiert. Durch eine umfassende Spezifikation aller Kommunikationsaspekte und eine Zertifizierung der Produkte wird eine Interoperabilität aller mittels Z-Wave kommunizierenden Geräte erreicht.

## Historie
Z-Wave wurde im Jahre 2001 von zwei dänischen Ingenieuren entwickelt, die eine eigene Hausautomationslösung auf den Markt bringen wollten. Die Funktechnik wurde von der Firma Zen-Sys mit Sitz in Kopenhagen/Dänemark als OEM-Zulieferer an andere Unternehmen verkauft.
Diese OEMs nutzen dabei die Hardware sowie eine Entwicklungsumgebung mit gemeinsamen Bibliotheken und Referenzdesigns. 2004 kamen die ersten Produkte auf den Markt. 2005 wurde die Z-Wave-Allianz gegründet. Der erste europäische Hersteller von Z-Wave Geräten war das dänische Unternehmen Danfoss im Jahr 2007, der erste deutsche Hersteller das Elektro-Unternehmen Merten GmbH (jetzt Teil von Schneider Electric) im Jahre 2008. Im Jahre 2009 übernahm Sigma Designs das Unternehmen Zen-Sys.
Mit mehr als 2100 solcher zertifizierter Produkte
ist Z-Wave die weltweit größte Systemplattform interoperabler funkbasierter Produkte.
Die hardwarenahen Protokollschichten (MAC und PHY) sind seit 2012 von der ITU-T als Standard G.9959
definiert.

Z-Wave Plus Logo (Technologie-Logo)

Um die Benutzerfreundlichkeit zu erhöhen, wurde zum einen der „Z-Wave Plus Standard“ eingeführt. Dieser erleichtert die „Inklusion“ der Geräte erheblich. Zum anderen enthält seit 2016 die Smart Home Software „Z-Way“ fertige Apps. Damit lässt sich fast ohne Programmierkenntnisse das Smart Home realisieren.

## Implementierung
Die verschiedenen Hersteller spezifizieren und entwickeln ihre Produkte auf Basis eines Z-Wave-System-on-a-Chip-ASICs (SOC). Dieser wird vom Unternehmen Sigma Designs und als Lizenznehmer ebenfalls von Mitsumi angeboten. Der SOC enthält den Funk-Transceiver nach ITU-T G.9959, einen 8051-kompatiblen Mikrocontroller sowie eine Vielzahl von Peripherie-Schnittstellen. Die meisten Z-Wave-Geräte implementieren ihre gesamte Funktion in diesen SOC. Es existieren jedoch auch Geräte, die einen zweiten Prozessor zur Steuerung der Gerätefunktionen einsetzen. Die Steuersoftware auf dem SOC besteht aus einer von jedem kompatiblen Z-Wave-Gerät zu nutzenden Programmbibliothek zur Kommunikation sowie der eigentlichen gerätespezifischen Anwendung.

## Z-Wave Allianz
Die Z-Wave Allianz ist eine Vereinigung von über 600 Herstellern und Dienstleistern, die Produkte für drahtlose Heimautomation mittels Z-Wave herstellen bzw. entwickeln. Die Allianz hat ihren Sitz in Milpitas/Kalifornien. Hauptmitglieder (sogenannte „Principal Members“) sind Fakro, Linear Technologies, Ingersoll-Rand, Jasco Products Company, Evolve und Sigma Designs. Daneben existiert eine normale und eine sogenannte Affiliate-Mitgliedschaft. Die Allianz organisiert gemeinsame Marketing- und Messeauftritte ihrer Mitglieder, führt Entwicklungs- und Anwendungs-Trainings durch und entwickelt über interne Arbeitsgruppen den Z-Wave-Standard weiter. Neueste Mitglieder der Allianz sind die Samsung-Tochter SmartThings und der finnische Netzwerkausrüster Nokia.

## PHY- und MAC-Schicht
Z-Wave nutzt Funkfrequenzen zwischen 850 und 950 MHz. Diese liegen entweder im ISM-Band (Industry Science Medicine) oder im SRD-Frequenzband (Short Range Devices). Gegenüber dem alternativ von Funktechniken benutzten 2,4-GHz-Frequenzband bieten diese Frequenzen eine deutlich bessere Durchdringung durch Wände und weniger Verluste durch Reflexionen. Nachteilig ist, dass es keine einheitliche weltweit verfügbare Funkfrequenz in diesen Frequenzbändern gibt. Alle europäischen Länder sowie ein großer Teil der asiatischen Länder verwenden die von der Organisation CEPT freigegebene Frequenz des SRD-Bandes von 868,4 MHz bzw. 869 MHz. Alternative Frequenzen in Nordamerika liegen im ISM-Band bei 908 MHz oder in Südamerika bei 921 MHz.
Z-Wave nutzt eine Frequenzumtastung (FSK) mit 20 kHz Frequenzabstand. Es werden Datenraten von 100 kbit/s, 40 kbit/s und 9,6 kbit/s auf verschiedenen Frequenzen verwendet, die dynamisch entsprechend der vorhandenen Funksituation umgeschaltet werden.
Die Funkleistung von Z-Wave ist auf wenige mW begrenzt, obwohl das SRD-Band mit 25 mW eine deutlich höhere Sendeleistung erlauben würde. Als Resultat wird eine Funkreichweite von ca. 150 m im Freifeld erreicht. Eine Funkreichweite von 40 m in geschlossenen Gebäuden ist eine Mindestanforderung an Z-Wave-Geräte.

## Netzwerk-Funktionen
Die Adressierung der Z-Wave-Geräte erfolgt anhand einer gemeinsamen 4 Byte langen Home ID sowie einer nur innerhalb des Netzes gültigen 1 Byte langen Node ID. Damit können mehrere Funk-Netze parallel in einem Haus betrieben werden. Der Prozess der Zuweisung einer gemeinsamen Home ID und einer individuellen Node ID an ein neues Gerät heißt bei Z-Wave Inclusion und wird vom das Netz organisierenden Primärcontroller aus gesteuert. Als
Primärcontroller kann in kleinen Netzen eine mobile Fernbedienung genutzt werden. In größeren Netzen wird meist eine Zentralsteuerung mit IP-Zugang zur Konfiguration und Steuerung des Hauses eingesetzt. Es können insgesamt 232 einzelne Geräte in einem Netz adressiert werden. Über Bridges können unterschiedliche Z-Wave-Netze miteinander verbunden werden.
Z-Wave nutzt eine Zweiwege-Kommunikation mit Rückbestätigung. Nur erfolgreich bestätigte Datagramme gelten als erfolgreich versendet. Bei Kommunikationsfehlern wird der Sendevorgang bis zu dreimal wiederholt. Z-Wave implementiert als Netzwerktopologie eine Funkvermaschung, bei der jedes netzbetriebene Gerät Datagramme anderer Geräte im eigenen Netz weiterleiten kann. Das damit entstehende vermaschte Netz wird ebenfalls vom Primärcontroller gesteuert und die Routen bei Veränderungen des Netzes aktualisiert. Routen können sich über bis zu 4 Zwischen-Hops erstrecken.
Alle netzbetriebenen Geräte sind ständig funkaktiv und können daher als Router dienen.
Batteriebetriebene Sensoren und Aktoren sind meist inaktiv und wachen periodisch auf, um Kommandos entgegenzunehmen und auszusenden.

## Anwendungsebene
Eine Besonderheit von Z-Wave ist die Vereinheitlichung der Anwenderebene, um die Interoperabilität von Geräten unterschiedlicher Hersteller zu gewährleisten.
Z-Wave-Geräte werden in verschiedene Geräteklassen eingeteilt, die wiederum bestimmte Pflichtkommandos und Pflichtfunktionen implementieren müssen. Jeder Hersteller kann eigene zusätzliche Funktionen und Kommandos hinzufügen; muss diese aber entsprechend der Z-Wave-Spezifikation implementieren. Die Zertifizierung der Z-Wave-Geräte prüft, ob die Pflichtfunktionen der gewählten Geräteklasse korrekt und vollständig implementiert wurden und auch alle anderen angebotenen Funktionen der Spezifikation entsprechen.
Jedes Gerät kann Funktionen in bis zu 128 Funktionskanälen anbieten, um identische Funktionen (wie zum Beispiel mehrere Schaltrelais in einem Gerät) korrekt abbilden zu können.

## Sicherheit
Die Kommunikation der Geräte erfolgt bei sicherheitsrelevanten Geräten nach der Z-Wave-Spezifikation Security Architecture Version 2 verschlüsselt und abhörsicher. Nach der Inklusion ist ein Abhören des Netzwerkschlüssels nicht möglich. Im Mai 2018 wurde die sog. Z-Shave-Sicherheitslücke bekannt, durch die Angreifer die Initialisierung der Kommunikation zwischen Geräten (Inklusion) manipulieren und im Klartext abhören können. Laut Hersteller liegt das Zeitfenster für diesen Angriff im Millisekunden-Bereich.

## Einsatzgebiete
Haupt-Einsatzgebiet ist die Heimautomation privater Häuser und Wohnungen, also die drahtlose Steuerung von Heizung, Lüftung, Beleuchtung, Alarm- und Klimaanlagen.
Darüber hinaus ist auch eine drahtlose Steuerung von Audio- und Videogeräten und Energiezählern möglich. Wegen der niedrigen Bandbreite ist Z-Wave nicht für die Übertragung von Audio- oder Videodaten geeignet. Jedoch ermöglicht die sichere Übertragung der Daten einen Einsatz in Zutritts- und Sicherheitssystemen.